# Trumpetmossor
Trumpetmossor (Tayloria) är ett släkte av bladmossor. Trumpetmossor ingår i familjen Splachnaceae.
Släktet Tayloria har uppkallats efter den brittiska botanikern Thomas Taylor.

## Bildgalleri

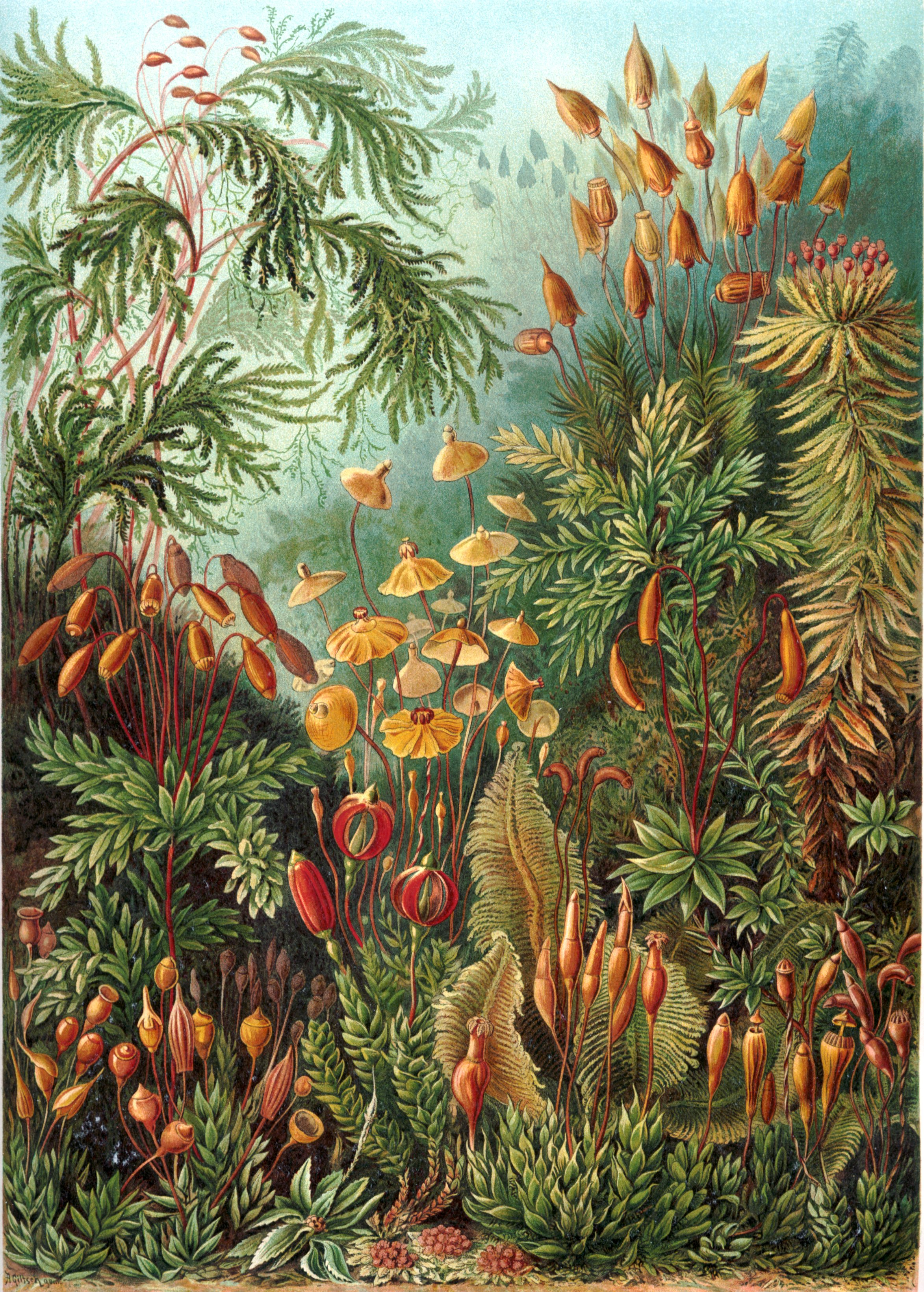
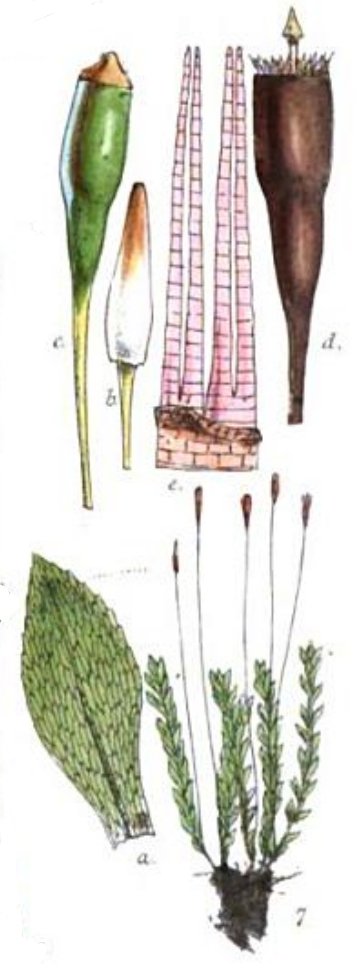

## Dottertaxa till Trumpetmossor, i alfabetisk ordning[1][2]
- Tayloria acuminata
- Tayloria alpicola
- Tayloria altorum
- Tayloria arenaria
- Tayloria borneensis
- Tayloria braithwaitiana
- Tayloria callophylla
- Tayloria chiapensis
- Tayloria dubyi
- Tayloria froelichiana
- Tayloria gunnii
- Tayloria hornschuchii
- Tayloria indica
- Tayloria isleana
- Tayloria jacquemontii
- Tayloria kilimandscharica
- Tayloria lingulata
- Tayloria longiseta
- Tayloria magellanica
- Tayloria mirabilis
- Tayloria nepalensis
- Tayloria novo-guinensis
- Tayloria octoblepharum
- Tayloria orthodonta
- Tayloria pseudoalpicola
- Tayloria purpurascens
- Tayloria recurvimarginata
- Tayloria reinerii
- Tayloria rubicaulis
- Tayloria rudimenta
- Tayloria rudolphiana
- Tayloria sandwicensis
- Tayloria scabriseta
- Tayloria serrata
- Tayloria solitaria
- Tayloria splachnoides
- Tayloria squarrosa
- Tayloria stenophysata
- Tayloria subglabra
- Tayloria tasmanica
- Tayloria tenuis